# Бернарди, Жорж
Жорж Бернарди (13 апреля 1922, Переславль-Залесский, Владимирская губерния — 23 июля 1999, Леваллуа-Перре) — французский энтомолог русского происхождения, владел русским, английским и французским языками. Он был единственным представителем Франции, принявшим участие в разработке Международного кодекса зоологической номенклатуры.

## Биография
Родители Бернарди покинули Россию (тогда СССР) в 1928 году и поселились во французском Сюрене. С детства Бернарди интересовался энтомологией, в свои 16 лет он принимал участие в заседаниях Энтомологического общества Франции. Он начал работать в молодом возрасте, в 1940 году. Его семья была слишком бедной, чтобы дать ему образование. Сначала он работал на заводе, где ранее трудился его отец, затем его принял на работу Эжен Ле Мульт (1882—1965), Бернарди помогал ему упорядочивать коллекции и писать статьи.
Это сотрудничество закончилось ссорой, Ле Мульт даже подавал на Бернарди в суд, в итоге последнему пришлось вернуться к работе на заводе. Между тем он проводил всё своё свободное время в изучении чешуекрылых и работал над созданием коллекций в Национальном музее естественной истории под руководством Жана Бургонье (1903—1999). В 1953 году он написал дипломную работу по классификации мадагаскарских белянок. Профессор Жорж Тесье (1900—1972), как было тогда принято, дал ему вторую тему по географической изменчивости у птиц и чешуекрылых. Он защитил свою вторую работу в марте 1956 года, среди членов комиссии были Тесье, Пьер-Поль Грассе (1895—1985) и Жермен Кузен (1896—1992). Комиссия приняла решение, учитывая качество работы, присвоить Бернарди учёную степень.
Затем эта степень позволила ему в октябре 1956 года вступить в Национальный центр научных исследований, сначала в качестве младшего научного сотрудника, затем научного сотрудника (1958) и, наконец, старшего научного сотрудника (1962). Он работал в основном над темой эволюционной систематики. В 1972 году он стал членом Международной комиссии по зоологической номенклатуре и руководил обществом биогеографии. Его коллекция и библиотека были завещаны музею.

## Труды

### С Ле Мультом
- 1944. Révision des Aporia du groupe d'Agathon, Miscellanea Entomologica, 41, pp. 69—77, 1 plate.
- 1947. Nomenclature de formes européennes de l'Euchloe ausonia, Miscellanea Entomologica, 44, pp. 1—24.
- 1947. Révision de la classification des espèces holarctiques des genres Pieris et Pontia, Miscellanea Entomologica, 44, pp. 65—80, 5 plates.
- 1947. La nomenclature de deux Limenitis européens, Miscellanea Entomologica, 44, pp. 81—86.

### В Парижском музее
- 1954. Révision des Pierinae de la faune malgache, 137 pages
- 1985. Le polymorphisme et le mimétisme de Papilio dardanus Brown, 50 pages, 3 plates (1 in colours), Bulletin de la société entomologique de France, 90, pp. 1106—1155 (with J. Pierre and T. H. Ngyuen).